# Уэкс, Кэйтлин
Кэйтлин Элизабет Уэкс (англ. Caitlin Elizabeth Wachs; род. 15 марта 1989, Юджин, Орегон) — американская актриса кино и телевидения.

## Ранние годы
Кэйтлин родилась в Юджине, штат Орегон. Её родители — графический дизайнер Патрис Уэкс и Алан Уэкс, продюсер музыкальных видеоклипов.

## Карьера
Дебютировала в профессии в 1992 году, сыграв роль маленькой Терезы Донован в мыльной опере «Дни нашей жизни».
Известность Кэйтлин принесли роль дочери главной героини в телесериале «Профайлер» и Ребекки Кэллоуэй в политической телевизионной драме о первой женщине-президенте США «Женщина-президент».
На счету Уэкс семь номинаций (1997, 1998, 1999, 2000, 2001, 2003, 2006) и две премии (2000, 2001) Young Artist Awards.

## Фильмография
| Год       |    | Русское название                 | Оригинальное название                   | Роль                        |
| --------- | -- | -------------------------------- | --------------------------------------- | --------------------------- |
| 1992      | с  | Дни нашей жизни                  | Days of Our Lives                       | Тереза Донован в детстве    |
| 1995      | с  | Принц из Беверли-Хиллз           | The Fresh Prince of Bel-Air             | Пенни Джиллет               |
| 1995      | с  | Дерзкие и красивые               | The Bold and the Beautiful              | Бриджет Форрестер в детстве |
| 1996      | тф | —                                | Race Against Time: The Search for Sarah | Эми                         |
| 1996      | тф | Расколотый разум                 | Shattered Mind                          | Молли                       |
| 1996—1998 | с  | Профайлер                        | Profiler                                | Хлоя Уотерс                 |
| 1997      | с  | Завтра наступит сегодня          | Early Edition                           | Энни Андерсон               |
| 1998      | с  | Владеть и обладать               | To Have & to Hold                       | Анна Макгрейл               |
| 1999      | с  | Притворщик                       | The Pretender                           | Фэйт Паркер                 |
| 1999      | ф  | Шейлок 2                         | Shiloh 2: Shiloh Season                 | Дейра Линн Престон          |
| 1999      | с  | Лучшие                           | Popular                                 | Брук Маккуин в детстве      |
| 2000      | ф  | Мой пёс Скип                     | My Dog Skip                             | Риверс Эпплуайт             |
| 2000      | с  | Справедливая Эми                 | Judging Amy                             | Грейс Фрейм                 |
| 2000      | ф  | Лучший друг                      | The Next Best Thing                     | Рейчел                      |
| 2000      | с  | Озабоченные                      | Shasta McNasty                          | Хлоя                        |
| 2000      | тф | Фантом Мегаплекса                | Phantom of the Megaplex                 | Карен Райли                 |
| 2000      | в  | Король воздуха: Лига чемпионов   | Air Bud: World Pup                      | Андреа Фрамм                |
| 2000      | ф  | Тринадцать дней                  | Thirteen Days                           | Кэти O’Доннелл              |
| 2002      | в  | Король воздуха: Седьмая подача   | Air Bud: Seventh Inning Fetch           | Андреа Фрамм                |
| 2002      | ф  | Божественные тайны сестричек Я-Я | Divine Secrets of the Ya-Ya Sisterhood  | юная Виви Эббот             |
| 2002—2003 | с  | Семейное дело                    | Family Affair                           | Сигурни «Сисси» Дэвис       |
| 2004—2006 | с  | Нахваливание                     | Cracking Up                             | Хлоя Шеклтон                |
| 2005      | ф  | Американские детки               | Kids in America                         | Кэти Кармайкл               |
| 2005—2006 | с  | Женщина-президент                | Commander in Chief                      | Ребекка Кэллоуэй            |
| 2006      | с  | Мастера ужасов                   | Masters of Horror                       | Анжелик Берселл             |
| 2006      | с  | Акула                            | Shark                                   | Кэт Кросби                  |
| 2008      | ф  | Легенда о кровавой Мэри          | The Legend of Bloody Mary               | Мэри Уорт                   |
| 2009      | ф  | Бесконечный лентяй               | Endless Bummer                          | Энн                         |
| 2010      | ф  | Приключения на Багамах           | Beneath the Blue                        | Алисса                      |
| 2010      | в  | Привилегии богатых девчонок      | Privileged                              | Джилл                       |
| 2014      | ф  | Похмельные игры                  | The Hungover Games                      | страшила                    |